# ボスコ・マレンゴ
ボスコ・マレンゴ（伊: Bosco Marengo）は、イタリア共和国ピエモンテ州アレッサンドリア県にある、人口約2,300人の基礎自治体（コムーネ）。

## 地理

### 位置・広がり
| 隣接するコムーネは以下の通り。 - アレッサンドリア - バザルッツォ - カーザル・チェルメッリ - フレゾナーラ - フルガローロ - ノーヴィ・リーグレ - ポッツォーロ・フォルミガーロ - プレドーザ - トルトーナ |

### 地震分類
イタリアの地震リスク階級 (it) では、3 に分類される
。

## 歴史
伝説によると、東ゴートの王テオドリックのために498年に創建されたという。1316年、マルコ・ヴィスコンティに征服されミラノ領に組み入れられた。その後は、1713年までサヴォイア家の領地だった。ここで生まれたアントーニオ・ギスリエーリは、ローマ教皇となりピウス5世を名乗った。

## 行政

### 分離集落
ボスコ・マレンゴには、以下の分離集落（フラツィオーネ）がある。
- Levata, Pollastra, Quattro Cascine